# Kosmos 76
Kosmos 76 – radziecki satelita technologiczny, trzeci z serii DS-P1-Yu, a drugi pomyślnie wystrzelony; służył rozwojowi systemu obrony powietrznej i kontroli przestrzeni kosmicznej, stanowił część kompleksu Raduga.